# Grigoris Varfis
Grigoris Varfis (Atenas, 2 de enero de 1927 - Ib., 10 de septiembre de 2017) fue un político griego, que fue ministro en su país y miembro de la Comisión Delors I, de la Unión Europea entre 1985 y 1989.

## Biografía
Estudió Ciencias Políticas en la Universidad de Atenas.
Militante del PASOK. En el año 1981 fue nombrado Ministro de Asuntos Exteriores de Grecia, por el primer ministro Andreas Papandreou, cargo en que permaneció hasta 1984.
En las elecciones europeas de 1984, fue elegido eurodiputado al Parlamento Europeo, en el cual fue integrante de la Comisión de Presupuestos y Control, hasta 1985 cuando pasó a la Comissió Delors I. En ésta Comisión fue designado como Comisario Europeo de Relaciones Institucionales y Estrategia de Comunicación, cartera que con combinó con la de Política Regional y Protección al Consumidor. Desde la culminación de este período en 1989, abandonó la política.